# 18935 Alfandmedina
18935 Alfandmedina è un asteroide della fascia principale. Scoperto nel 2000, presenta un'orbita caratterizzata da un semiasse maggiore pari a 2,2169279 UA e da un'eccentricità di 0,1518413, inclinata di 2,88455° rispetto all'eclittica.